# Magava forensis
Magava forensis är en fjärilsart som beskrevs av William Schaus 1920. Magava forensis ingår i släktet Magava och familjen tandspinnare. Inga underarter finns listade i Catalogue of Life.